# Жанна д’Арк (фильм, 1999)
«Жанна д’Арк» (англ. The Messenger: The Story of Joan of Arc) — историческая драма режиссёра Люка Бессона, вышедшая в 1999 году.

## Сюжет
XV век, Франция, идёт Столетняя война. Страну спасёт только чудо, и оно является в виде 19-летней девушки Жанны из Домреми. Набожная девушка гуляет в лесу и видит видение; вернувшись, она застаёт деревню в огне. Захватчики насилуют и убивают её старшую сестру. На исповеди она говорит священнику, что хочет простить их, но не может. Она едет в Шинон к дофину Карлу, просить армию. Юная дева получает отряд воинов и наносит несколько поражений англичанам. Четыре дня кровопролитных битв — и осада Орлеана снята. Имя Жанны д’Арк у всех на устах, простой люд превозносит её, а солдаты верят в неё и готовы на новые подвиги за страну и веру. Благодаря Жанне коронуют Карла VII, но, получив своё, он, под влиянием тёщи и приближённых, открещивается от неё. Во время вылазки из крепости перед ней предательски закрывают ворота, и Жанна попадает в плен.
Показывается внутренняя борьба Жанны. В плену её посещает образ в чёрном, воплощение Совести, который своими доводами разбивает её убеждения. Голоса оставляют пленницу. Герцог Бургундский продаёт её англичанам. Происходит церковный «суд», результат которого известен. Пожилой священник (Джон Босуэлл) желает воспрепятствовать несправедливости и собирается ехать в Рим к папе Евгению, но англичане арестовывают его. Епископ Кошон задаётся вопросом — может быть, Жанна говорит правду. Он прилюдно зачитывает ей приговор учёных мужей из Парижа, признавших её виновной в ереси, и вынуждает подписать отречение от своих убеждений, обещая за это прощение её грехов. Запутавшись, она соглашается. Человек в чёрном заявляет, что она тем самым отреклась от Господа, она пытается вырвать документ у епископа, но тот уходит. Англичане ночью отбирают у неё одежду и оставляют только мужское платье и показывают её в этом виде Кошону. Тот понимает, что Жанна снова впала в ересь, и умывает руки. В итоге Жанна соглашается с человеком в чёрном и просит её исповедовать. Англичане сжигают её на площади Руана. Текст после титров сообщает о том, что Жанна д'Арк была канонизирована в 20 веке как святая. 

## В ролях
- Милла Йовович — Жанна д’Арк
- Джон Малкович — Карл VII (король Франции)
- Фэй Данауэй — Иоланда Арагонская
- Дастин Хоффман — Совесть
- Эндрю Биркин — Джон Тальбот
- Венсан Кассель — Жиль де Рэ
- Паскаль Греггори — Жан II (герцог Алансона)
- Ричард Райдингс[англ.] — Ла Гир
- Десмонд Харрингтон — Жан д’Олон
- Тимоти Вест — епископ Пьер Кошон
- Джина Макки — Анна Рассел
- Чеки Карио — Жан де Дюнуа
- Кристиан Эриксон - Жорж де Ла Тремуй
- Оливье Рабурдин - Артур де Ришмон
- Тоби Джонс — английский судья
- Майкл Дженн — Филипп, герцог Бургундский

## Съёмочная группа
- Режиссёр — Люк Бессон
- Сценаристы — Эндрю Биркин, Люк Бессон
- Исполнительные продюсеры — Марк Дженни, Олдрич Мак
- Продюсер — Патрис Леду
- Оператор — Тьерри Арбогаст
- Звукооператоры — Франсуа Груль, Венсан Тюлли, Брюно Таррьер.
- Художник — Юг Тиссандье
- Композитор — Эрик Серра
- Монтаж — Сильви Ландра
- Костюмы — Катрин Летерье

## Производство
Кэтрин Бигелоу, которая видела в главной роли Клэр Дэйнс, отказалась от участия в фильме, когда Люк Бессон настоял, чтобы эту роль сыграла Мила Йовович, его жена на тот момент.

## Награды и номинации
Премия «Сезар»-2000
- Лучший фильм — режиссёр: Люк Бессон (номинация)
- Лучший режиссёр — Люк Бессон (номинация)
- Лучший монтаж — Сильви Ландра (номинация)
- Лучшая операторская работа — Тьерри Арбогаст (номинация)
- Лучшая музыка к фильму — Эрик Серра (номинация)
- Лучшие декорации — Юг Тиссандье (номинация)
- Лучшие костюмы — Катрин Летерье (награда)
- Лучший звук — Франсуа Гру, Брюно Тарьер, Венсан Тюлли (награда)

Премия «Люмьер»-2000
- Лучший фильм — режиссёр Люк Бессон (награда)
- Лучший режиссёр — Люк Бессон (награда)

Антипремия «Золотая малина»-2000
- Худшая актриса — Милла Йовович (номинация)